# Nurabad (Fars)
Nurabad (perski: تبریز) – miasto w Iranie, w ostanie Fars. W 2006 roku miasto liczyło 51  668 mieszkańców w 11 006 rodzinach.